# Liviu-Doru Bindea
Liviu-Doru Bindea (n. 1957, București - d. 4 ianuarie 2006, Săliștea de Sus, județul Maramureș) a fost un senator român. În legislatura 2000-2004, Liviu-Doru Bindea a fost ales în județul Maramureș pe listele partidului PDSR, care a devenit PSD. În februarie 2004, Liviu-Doru Bindea a devenit senator neafiliat. În cadrul activității sale parlamentare în legislatura 2000-2004, Liviu-Doru Bindea a fost membru în grupurile parlamentare de prietenie cu Ucraina, Marele Ducat de Luxemburg, Republica Socialistă Vietnam, Republica Algeriană Democratică și Populară și Republica Slovenia. Liviu-Doru Bindea a fost membru în comisia pentru privatizare și administrarea activelor statului, în comisia pentru muncă, familie și protecție socială (din dec. 2002, Secretar din sep. 2004) și în comisia pentru cercetarea abuzurilor, combaterea corupției și petiții (până în sep. 2001). Liviu-Doru Bindea a înregistrat 72 de luări de cuvânt.  
În legislatura 2004-2008, Liviu-Doru Bindea a fost ales senator pe listele PRM. După decesul său, Liviu-Doru Bindea a fost înlocuit de senatorul Ioan Corodan. În cadrul activității sale parlamentare, Liviu-Doru Bindea a fost membru în grupurile parlamentare de prietenie cu Republica Algeriană Democratică și Populară, Marele Ducat de Luxemburg, Republica Finlanda, Republica Cipru și Regatul Maroc. Liviu-Doru Bindea a înregistrat 194 de luări de cuvânt și a fost secretar, membru în  Comisia juridică, de numiri, disciplină, imunități și validări, membru în comisia specială pentru modificarea și completarea Regulamentului Senatului și membru comisia pentru muncă, familie și protecție socială (până în sep. 2005). 
În 2006, Liviu-Doru Bindea a fost decorat post-mortem cu diploma de cetățean de onoare al municipiului Baia Mare.

## Legături externe
- Liviu-Doru Bindea Arhivat în 17 august 2016, la Wayback Machine. la cdep.ro